# Heinrich Grünfeld (Jurist)
Heinrich Grünfeld (auch Grünfelt, * 1. August 1551 in Osnabrück; † 19. März 1619 in Helmstedt) war ein deutscher Jurist, Hochschullehrer an der Universität Helmstedt und Berater von Herzog Heinrich Julius zu Braunschweig und Lüneburg (Wolfenbüttel).

## Leben und Wirken
Heinrich Grünfeld, der Sohn des Wirtschaftsverwalters am Hochstift Osnabrück Augustin Grünfeld und der Margarete geb. Scheffer, besuchte Gymnasien in Münster und Lüneburg. Dort machte er die Bekanntschaft des Rechtsprofessors Johannes Borcholt, der zur damaligen Zeit an der Universität Rostock lehrte und Grünfeld als Erzieher für seinen Sohn Statius nach Rostock mitnahm. Grünfeld studierte ab 1572 Rechtswissenschaften zunächst in Rostock und dann – nach dem Wechsel Borcholts an die Universität Helmstedt – in Helmstedt. Im Jahr 1581 promovierte er dort zum Doktor der Rechte.
Ab 1582 wirkte Grünfeld zunächst als bischöflicher Rat in Halberstadt und Beisitzer der Justizkanzlei in Wolfenbüttel. 1588 erhielt er einen Ruf auf einen Lehrstuhl an der juristischen Fakultät der Universität Helmstedt und wurde zum herzoglichen Rat ernannt. 
Bereits während seiner Studienzeit und später dann parallel zu seiner ersten Berufsstation erteilte Grünfeld dem Erbprinzen Heinrich Julius zu Braunschweig und Lüneburg (Wolfenbüttel) von 1577 bis 1585 juristischen Privatunterricht. Nach dem Regierungsantritt von Herzog Heinrich Julius im Jahr 1589 erhielt er von ihm häufig juristische und politische Aufträge. So beriet er ihn beispielsweise in einem Rechtsstreit mit der Stadt Braunschweig und vertrat die herzoglichen Interessen bei insgesamt sieben diplomatischen Reisen zu Kaiser Rudolf II. nach Wien.
1592 übertrug der Herzog Grünfeld einen informellen „Direktorenstatus“ an der Helmstedter juristischen Fakultät, auf dessen Basis er an Stelle des Dekans die Dekanatsgeschäfte führte. In den Fakultätsstatuten war dieser Direktorenstatus allerdings nicht vorgesehen, weshalb es zu Streitigkeiten mit Andreas Cludius und anderen Fakultätskollegen kam. Grünfeld wurde außerdem auf Weisung des Herzogs vom Großteil seiner Lehrverpflichtungen entbunden. Eine Beschwerde der Fakultät gegen diese Praxis wies der Herzog 1603 ab.
Grünfeld erstattete im Rahmen der juristischen Spruchfakultät der Universität Helmstedt zahlreiche entgeltliche Rechtsgutachten für Gerichtsprozesse. Als geschätzter Berater von Herzog Heinrich Julius genoss er zeitgenössisches Ansehen. Beigesetzt wurde er im Chor der Helmstedter St.-Stephani-Kirche.

## Familie
Grünfeld war seit 1583 verheiratet mit Anna geb. Ruck († 1610 Neindorf), Tochter des Fürstlich Braunschweigischen Rats- und Kammersekretärs Abel Ruck (* 1517 in Kemberg) und der Anna geb. Vegebank (* 1537 in Hildesheim). Seine Tochter Gertrud Grünfeld (1600–1670) heiratete 1623 Heinrich Richard von Hagen (1596–1665), geheimer Rat in Hildesheim.